# 蔣英 (明)
蔣 英（しょう えい、1584年 - 没年不詳）は、明代の官僚。字は𣶬甫、号は瞻屺。本貫は嘉興府嘉善県。

## 生涯
蔣汝能と顧氏のあいだの子として生まれた。1610年（万暦38年）、進士に及第した。松渓・漳浦・宜興の知県を歴任した。天啓年間、南京験封郎中から福建副使として出向した。1626年（天啓6年）、福建道御史の周宗建が死去すると、副使である蔣英が代行した。1627年（天啓7年）1月、蔣英は周宗建の罪に連座して官籍を削られた。魏忠賢が失脚して自死すると、蔣英はもとの官に復帰して蘇州府・松江府を分巡した。事件に連座して左遷されたが、赴任しないうちに宜興県で民衆反乱が起こった。蔣英はかつて宜興知県をつとめて民心を得ていたことから上官に推挙されて、宜興県の反乱民の説得にあたることになった。宜興県は蔣英の管轄ではなかったが、辞退することはできず、蔣英は単騎で説得に赴いた。当地の豪家僮客数人を懲らしめると、反乱民たちは自ら反乱の首脳を官軍に差し出し、反乱は沈静化した。宜興県にはもともと豪家が多く、修撰の陳于泰と編修の陳于鼎の兄弟が横行して、反乱を激化させていた。蔣英は反乱の鎮圧を通じて、陳氏を抑圧した。周延儒は宜興県の出身で、陳氏の兄弟とつながりがあり、このことから蔣英を憎んで弾劾した。蔣英は官秩を降格され、辞職して帰郷した。